# Liste der Kulturgüter in Ringgenberg
Die Liste der Kulturgüter in Ringgenberg enthält alle Objekte in der Gemeinde Ringgenberg im Kanton Bern, die gemäss der Haager Konvention zum Schutz von Kulturgut bei bewaffneten Konflikten, dem Bundesgesetz vom 20. Juni 2014 über den Schutz der Kulturgüter bei bewaffneten Konflikten sowie der Verordnung vom 29. Oktober 2014 über den Schutz der Kulturgüter bei bewaffneten Konflikten unter Schutz stehen.
Objekte der Kategorie A und B sind vollständig in der Liste enthalten, Objekte der Kategorie C fehlen zurzeit (Stand: 5. April 2024). Unter übrige Baudenkmäler sind geschützte Objekte zu finden, die im Bauinventar des Kantons Bern als «schützenswert» verzeichnet sind.

## Kulturgüter
| Foto |                                                               | Objekt                                                 | Kat. | Typ | Standort                                                    | Beschreibung |
| ---- | ------------------------------------------------------------- | ------------------------------------------------------ | ---- | --- | ----------------------------------------------------------- | --- |
| ja   | Datei hochladen · Wikidata zu Kirche und Burgruine (Q1483036) | Kirche und Burgruine KGS-Nr.: 01175                    | A    | G   | Kirchgasse 17 635060 / 172299                               | Ruine einer im späten 12. Jahrhundert erbauten Höhenburg auf einem schmnalen Felsgrat, 1380 teilweise zerstört. Innerhalb der Anlage entstand 1680 ein barockes Kirchengebäude. Sein rechteckiger Predigtsaal unter Viertelwalmdach liegt weitgehend auf den alten Wehrmauern auf. Das südwestliche Wehrmassiv wurde zum Frontturm umgewandelt.                                                           |
| ja   | Datei hochladen · Wikidata zu Kirchenruine (Q29674639)        | Goldswil, mittelalterliche Kirchenruine KGS-Nr.: 01174 | B    | G   | Goldswil bei Interlaken, Goldswilhubel 1, 2 633780 / 171800 | Überreste eines Ende des 12. Jahrhunderts erbauten und 1672 aufgegebenen romanischen Kirchengebäudes. Das Bauwerk auf einem markanten Felsbuckel zwischen der Aare und der Brienzerseestrasse bestand aus einem lang gestreckten Kirchenschiff ohne ausgeschiedenem Chor und einem südwestlichen Vorraum. An der nordöstlichen Schmalseite erhebt sich ein Turm aus ausgezeichnetem Bruchstein-Mauerwerk. |

## Übrige Baudenkmäler
Hinweis: Anstelle der KGS-Nummer wird als Objekt-Identifikator (ID) die Grundstücksnummer verwendet.
| ID              | Foto |                                                                  | Objekt                                    | Typ | Standort                                                      | Beschreibung                                                                                             |
| --------------- | ---- | ---------------------------------------------------------------- | ----------------------------------------- | --- | ------------------------------------------------------------- | --- |
| 1               | BW   | Datei hochladen                                                  | Pfarrhaus (1726–1728)                     | G   | Ringgenberg, Kirchgasse 12 634973 / 172237                    | |
| 39              | BW   | Datei hochladen                                                  | Brunnen (2. Hälfte 19. Jh.)               | K   | Ringgenberg, (Dorf) N.N.3 634848 / 172303                     | |
| 65              | BW   | Datei hochladen                                                  | Brunnen (19./20. Jh.)                     | K   | Goldswil b. Interlaken, (Houeta) N.N. 633615 / 171632         | |
| 72              | BW   | Datei hochladen                                                  | Brunnen (frühes 19. Jh.)                  | K   | Goldswil b. Interlaken, (Dorf) N.N.2 633432 / 171808          | |
| 239; 265; 352   | BW   | Datei hochladen                                                  | Ehemaliges Bauernhaus (1660)              | G   | Ringgenberg, Hüpplengasse 6, 8, 10 634786 / 172340            | |
| 256             | BW   | Datei hochladen                                                  | Ehemaliges Bauernhaus (2. Hälfte 18. Jh.) | G   | Ringgenberg, Obdorfstrasse 42a 634832 / 172387                | |
| 322             | BW   | Datei hochladen                                                  | Wohn- und Geschäftshaus (um 1890)         | G   | Ringgenberg, Hauptstrasse 162 634924 / 172381                 | |
| 361             | BW   | Datei hochladen                                                  | Wohnhaus (1853)                           | G   | Ringgenberg, Hauptstrasse 162 634802 / 172287                 | |
| 393; 2720       | BW   | Datei hochladen                                                  | Wohn- und Krämerhaus (1737)               | G   | Ringgenberg, Bachtalenweg 20, 22 634804 / 172249              | |
| 441             | BW   | Datei hochladen                                                  | Ehemaliges Bauernhaus (um 1800)           | G   | Ringgenberg, Alte Strasse 25 634753 / 172292                  | |
| 459; 1086       | BW   | Datei hochladen                                                  | Ehemaliges Bauernhaus (18. Jh.)           | G   | Ringgenberg, Hauptstrasse 161, 163 634904 / 172381            | |
| 470             | BW   | Datei hochladen                                                  | Wohnhaus (1912)                           | G   | Goldswil b. Interlaken, Hauptstrasse 16 633479 / 171688       | |
| 513             | BW   | Datei hochladen                                                  | Wohnhaus (1745)                           | G   | Ringgenberg, Hauptstrasse 139 634835 / 172311                 | |
| 588; 590        | BW   | Datei hochladen                                                  | Ehemaliges Bauernhaus (1663)              | G   | Goldswil b. Interlaken, Dorfgasse 36, 38 633587 / 171629      | |
| 641             | BW   | Datei hochladen                                                  | Ehemaliges Bauernhaus (um 1800)           | G   | Ringgenberg, Hauptstrasse 179 634981 / 172459                 | |
| 667             | BW   | Datei hochladen                                                  | Brunnen (2.Hälfte 19.Jh.)                 | G   | Ringgenberg, Kappelistrasse N.N. 634749 / 172357              | |
| 713; 1008; 1038 | BW   | Datei hochladen                                                  | Ehemaliges Bauernhaus (17./18. Jh.)       | G   | Ringgenberg, Brunnengasse 29, 31, 33 634925 / 172324          | |
| 768             | BW   | Datei hochladen                                                  | Ehemaliges Bauernhaus (Mitte 19. Jh.)     | G   | Ringgenberg, Hüpplengasse 1 634802 / 172308                   | |
| 777             | BW   | Datei hochladen                                                  | Wohnhaus (1911)                           | G   | Goldswil b. Interlaken, Hauptstrasse 59 633663 / 171936       | |
| 827; 1096       | BW   | Datei hochladen                                                  | Ehemaliges Bauernhaus (1556)              | G   | Ringgenberg, Hauptstrasse 141, 143 634842 / 172316            | |
| 1020; 1349      | BW   | Datei hochladen                                                  | Ehemaliges Bauernhaus (Mitte 18. Jh.)     | G   | Goldswil b. Interlaken, Talstrasse 3, 5 633666 / 171835       | |
| 1098            | BW   | Datei hochladen                                                  | Ehemaliges Bauernhaus (Mitte 19. Jh.)     | G   | Ringgenberg, Kirchgasse 6 634937 / 172368                     | |
| 1119            | BW   | Datei hochladen                                                  | Ehemaliges Bauernhaus (1600)              | G   | Ringgenberg, Hauptstrasse 190 635070 / 172512                 | |
| 1177            | BW   | Datei hochladen                                                  | Ehemaliges Bauernhaus (Mitte 19.Jh.)      | G   | Ringgenberg, Hauptstrasse 160 634922 / 172371                 | |
| 1224            | BW   | Datei hochladen                                                  | Ehemaliges Bauernhaus (1859)              | G   | Ringgenberg, Hauptstrasse 144 634861 / 172318                 | |
| 1252            | BW   | Datei hochladen                                                  | Ehemaliges Bauernhaus (1851)              | G   | Ringgenberg, Hauptstrasse 173 634943 / 172438                 | |
| 1301            | BW   | Datei hochladen                                                  | Ehemaliges Bauernhaus (1869)              | G   | Ringgenberg, Schürmatta 3 635098 / 172576                     | |
| 1309            | BW   | Datei hochladen                                                  | Ehemaliges Bauernhaus (1804)              | G   | Ringgenberg, Alte Strasse 27 634768 / 172295                  | |
| 1721            | BW   | Datei hochladen                                                  | Brunnen (1818)                            | K   | Ringgenberg, (Schlossweid) N.N. 634988 / 172307               | |
| 1721            | ja   | Datei hochladen · Wikidata zu Ehemaliges Bauernhaus (Q112340731) | Ehemaliges Bauernhaus (1756)              | G   | Ringgenberg, Kirchgasse 9 634966 / 172307                     | |
| 1721            | ja   | Datei hochladen · Wikidata zu Stöckli (Q112341257)               | Stöckli / Dorfmuseum (spätes 18. Jh.)     | G   | Ringgenberg, Kirchgasse 11 634988 / 172299                    | |
| 1721            | BW   | Datei hochladen                                                  | Ofenhaus (1979)                           | G   | Ringgenberg, Kirchgasse 11a 634984 / 172312                   | |
| 1721            | BW   | Datei hochladen                                                  | Speicher (2. Hälfte 17. Jh.)              | G   | Ringgenberg, Kirchgasse 11b 634994 / 172314                   | |
| 2053            | BW   | Datei hochladen                                                  | Brunnen (1843)                            | K   | Goldswil b. Interlaken, (Dorf) N.N.1 633489 / 171798          | |
| 2147            | BW   | Datei hochladen                                                  | Brunnen (1970)                            | K   | Ringgenberg, (Dorf) N.N.1 634957 / 172441                     | |
| 2260            | BW   | Datei hochladen                                                  | Bäuerliches Wohnhaus (1879)               | G   | Ringgenberg, Hauptstrasse 192 635086 / 172533                 | |
| 2340            | BW   | Datei hochladen                                                  | Eisenbahnviadukt (1915)                   | G   | Ringgenberg, Bir Sagi N.N.1 636030 / 172950                   | |
| 2342            | ja   | Datei hochladen · Wikidata zu Bahnhof Ringgenberg (Q7334867)     | Bahnhof (1916)                            | G   | Ringgenberg, Bahnhofstrasse 2 635268 / 172624                 | |
| 2346; 1880      | ja   | Datei hochladen                                                  | Eisenbahnbrücke der Brünigbahn (1915/16)  | G   | Goldswil b. Interlaken, (Under der Burg) N.N. 633960 / 171504 | Das Objekt liegt hälftig auf dem Gemeindegebiet von Ringgenberg (ID 2346; 1880) und Interlaken (ID 1845) |
| 2381            | BW   | Datei hochladen                                                  | Brunnen (1970)                            | K   | Ringgenberg, (Dorf) N.N.4 634696 / 172257                     | |
| 2667            | ja   | Datei hochladen · Wikidata zu Ruine Schadburg (Q1335263)         | Ruine Schadburg (12. Jh.)                 | G   | Ringgenberg, Schadburg N.N. 636499 / 173611                   | |